# 広島北インターチェンジ
広島北インターチェンジ（ひろしまきたインターチェンジ）は、広島県広島市安佐北区安佐町飯室の広島自動車道のインターチェンジ。
広島西風新都ICが開通するまでは広島自動車道唯一のICだった。

## 道路
- E74 広島自動車道（1番）

## 接続する道路
- 国道191号

## 周辺
- コムズ安佐パーク
- 広島市立清和中学校
- 広島市立飯室小学校
- 広電安佐出張所

## バス停留所

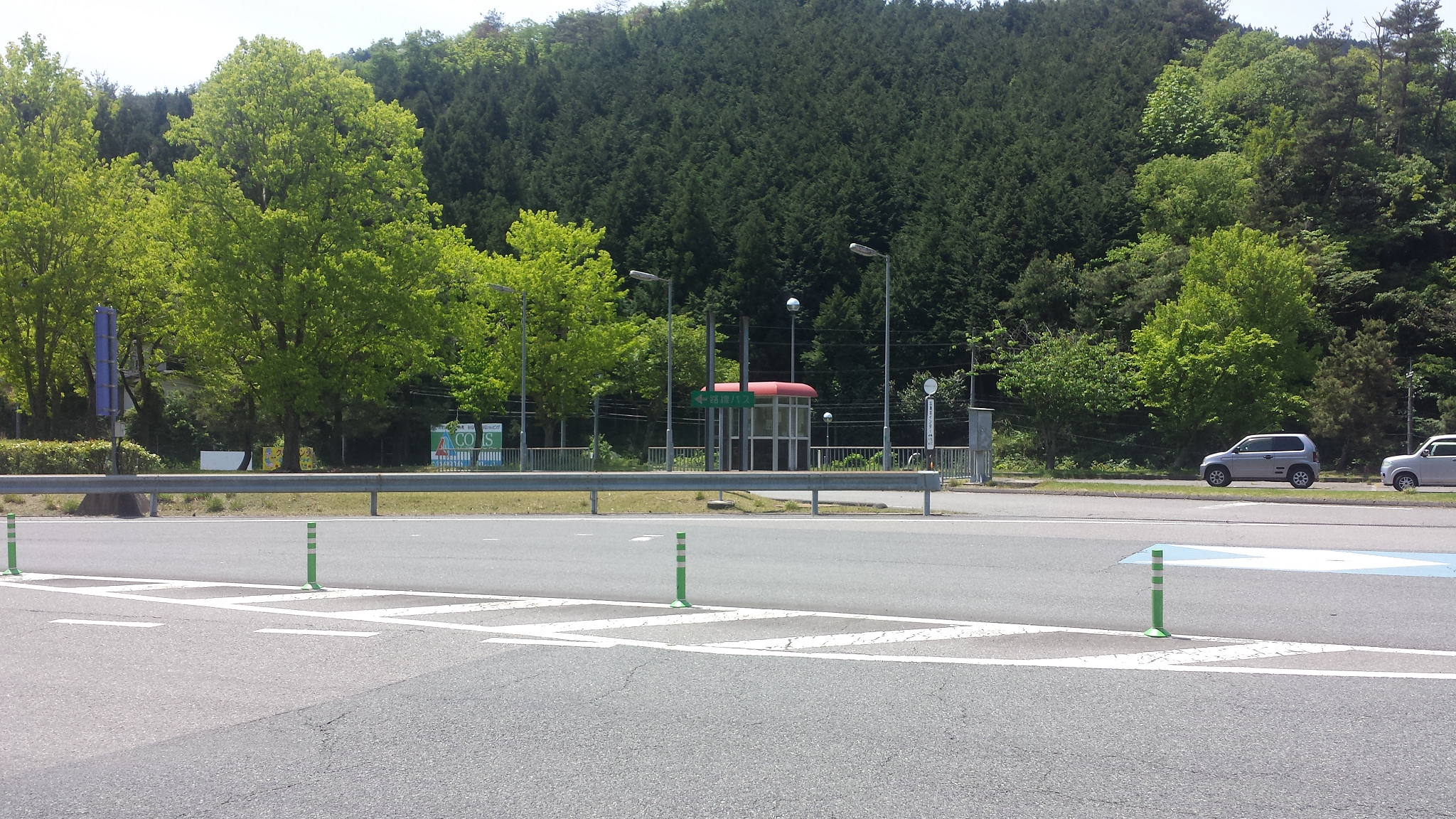
バス停留所

料金所そばに高速バス専用のバス停留所が設けられている。停留所設備は高速道路外に設けられており、停車するバスはいったん料金所を出て客扱いを行う形になる。
バス事業者は広島北インター（ひろしまきたインター）という呼称を使用している。
なお、かつては総企バスの急行飯室芸北線（豊平支所・琴谷車庫・溝口・美和診療所・芸北支所方面）がインター内の停留所を折り返し地点として使用していたが、広島市立北部医療センター安佐市民病院の移転開院に伴うダイヤ改正で2022年5月6日からはインター内の停留所の使用をしなくなった。

### 停車する路線
| 方面                  | 路線番号                               | 愛称         | 運行会社            | 行先                                               | 備考             |
| --------------------- | -------------------------------------- | ------------ | ------------------- | -------------------------------------------------- | ---------------- |
| 上り線                |                                        | 三次・庄原線 | 広島電鉄 備北交通   | 三次駅・庄原BC                                     | 一部の便のみ停車 |
| 上り線                | 75                                     | 高速三段峡線 | 広島電鉄            | 戸河内IC・三段峡                                   |                  |
| 上り線                |                                        | いさりび号   | JRバス中国 石見交通 | 大朝IC・浜田駅                                     |                  |
| 上り線                |                                        | 新広益線     | 石見交通            | 戸河内IC・美都総合支所入口・石見交通本社前・益田駅 | 運休中           |
| 下り線 （広島BC方面） |                                        | 三次・庄原線 | 広島電鉄 備北交通   | 中筋駅・新白島駅・広島BC・広島駅新幹線口（北口）   | 一部の便のみ停車 |
| 下り線 （広島BC方面） | 大塚駅・広島BC・広島駅新幹線口（北口） | 三次・庄原線 | 広島電鉄 備北交通   | 一部の便のみ停車                                   |                  |
| 下り線 （広島BC方面） | 75K                                    | 高速三段峡線 | 広島電鉄            | 古市駅・横川駅・広島BC                             |                  |
| 下り線 （広島BC方面） |                                        | いさりび号   | JRバス中国 石見交通 | 大塚駅・広島BC・広島駅新幹線口（北口）             |                  |
| 下り線 （広島BC方面） |                                        | 新広益線     | 石見交通            | 中筋駅・広島BC・広島駅新幹線口（北口）             | 運休中           |

### バス停へのアクセス
広島交通・広電バス・総企バスの「広島北インター入口」バス停が国道191号（国道261号）沿いにある。
- 73 勝木線（広島交通[1]）：可部駅前・下勝木方面 - 広島北インター入口 - 飯室 - 安佐営業所 - 星が丘方面
- 可部千代田線（広島交通）：可部駅前・下勝木方面 - 広島北インター入口 - 飯室 - 鈴張・北広島町・千代田インター方面
- 73 豊平・琴谷線（広電バス[2]）：可部駅前・下勝木方面 - 広島北インター入口 - 飯室 - 安佐営業所 - 鈴張・豊平・琴谷方面
- 74 三段峡線 可部経由（広電バス）：可部駅前・下勝木方面 - 広島北インター入口 - 飯室 - 安佐営業所 - 加計・戸河内・安芸太田町役場・三段峡方面
- 芸北あき亀山線・溝口線（総企バス[3]）：北部医療センター - 広島北インター入口 - 飯室 - 安佐営業所 - 鈴張・豊平・琴谷・芸北方面

## 隣
E74 広島自動車道
(2) 広島西風新都IC - 久地BS - 久地PA - (1) 広島北IC - (26) 広島北JCT